# CEFL – sezona 2014.
Central European Football League je svoje deveto izdanje imala 2014. godine. 

Sudjelovala su četiri kluba iz Mađarske, Slovenije i Srbije. Prvak je drugi put zaredom bila momčad SBB Vukovi iz Beograda.

## Sudionici
- Docler Wolves - Budimpešta
- Ljubljana Silverhawks - Ljubljana
- SBB Vukovi - Beograd
- Kragujevac Wild Boars - Kragujevac

## Ligaški dio
| mj | klub                  | ut | pob | por | poen+ | poen- |
| -- | --------------------- | -- | --- | --- | ----- | ----- |
| 1. | SBB Vukovi            | 6  | 4   | 2   | 209   | 114   |
| 2. | Ljubljana Silverhawks | 6  | 4   | 2   | 194   | 109   |
| 3. | Kragujevac Wild Boars | 6  | 4   | 2   | 156   | 126   |
| 4. | Docler Wolves         | 6  | 0   | 6   | 61    | 271   |

## CEFL Bowl
| pobjednik             | rez.  | poraženi   |
| --------------------- | ----- | ---------- |
| Ljubljana Silverhawks | 17:27 | SBB Vukovi |

## Poveznice i izvori
- Central European Football League
- european-league.com, CEFL 2014., rezultati  Arhivirana inačica izvorne stranice od 21. kolovoza 2014. (Wayback Machine), pristupljeno 20. kolovoza 2014.
- european-league.com, CEFL 2014., poredak  Arhivirana inačica izvorne stranice od 29. lipnja 2014. (Wayback Machine), pristupljeno 20. kolovoza 2014.
- CEFL 2014., pristupljeno 20. kolovoza 2014.
- Alpe Adria Football League 2014.